# محافظة يونتان
محافظة يونتان هي محافظة تقع في هوانغهاي الشمالية، كوريا الشمالية.